# Cúp bóng đá Macedonia 2001–02
Cúp bóng đá Macedonia 2001–02 là mùa giải thứ 10 của giải đấu bóng đá loại trực tiếp ở Cộng hòa Macedonia. FK Pelister là đương kim vô địch, khi vừa giành chức vô địch đầu tiên. Đội vô địch mùa giải 2001–02 là FK Pobeda, cũng lần đầu tiên đoạt cúp.

## Lịch thi đấu
| Vòng      | Ngày thi đấu                         | Số trận | Câu lạc bộ |
| --------- | ------------------------------------ | ------- | ---------- |
| Vòng Một  | 5 tháng 8 năm 2001                   | 16      | 32 → 16    |
| Vòng Hai  | 12 và 19 tháng 9 năm 2001            | 16      | 16 → 8     |
| Tứ kết    | 17 tháng Mười và 9 tháng 12 năm 2001 | 8       | 8 → 4      |
| Bán kết   | 3 tháng Tư và 15 tháng 5 năm 2002    | 4       | 4 → 2      |
| Chung kết | 23 tháng 5 năm 2002                  | 1       | 2 → 1      |

## Vòng Một
Các trận đấu diễn ra vào ngày 5 tháng 8 năm 2001.
| Đội 1              | Tỉ số           | Đội 2              |
| ------------------ | --------------- | ------------------ |
| Metalurg           | 2–4             | Pobeda             |
| Sasa               | 1–1 (6–5 ph.đ.) | Napredok           |
| Ohrid              | 1–10            | Rabotnički Kometal |
| Metalurg Veles     | 0–3 (f)         | Belasica           |
| Skopje             | 2–3             | Borec              |
| Mladost            | 0–4             | Pelister           |
| Osogovo            | 3–0 (f)         | Teteks             |
| Sileks             | 7–0             | Sloga Vinica       |
| Vardar             | 2–0             | Kumanovo           |
| Bregalnica Delčevo | 3–0 (f)         | Shkëndija HB       |
| Venec              | 0–4             | Makedonija         |
| Rabotnik           | 0–1             | Tikveš             |
| Gostivar           | 1–2             | Sloga Jugomagnat   |
| Alumina            | 0–2             | Cementarnica       |
| Kožuf              | 3–2             | 11 Oktomvri        |
| Karaorman          | 3–1             | Novaci             |

## Vòng Hai
Các trận lượt đi diễn ra vào ngày 12 tháng Chín và lượt về vào ngày 19 tháng 9 năm 2001.
| Đội 1              | TTS | Đội 2        | Lượt đi | Lượt về |
| ------------------ | --- | ------------ | ------- | ------- |
| Sloga Jugomagnat   | 6–2 | Belasica     | 4–1     | 2–1     |
| Bregalnica Delčevo | 2–4 | Sileks       | 2–1     | 0–3     |
| Vardar             | 8–1 | Sasa         | 2–0     | 6–1     |
| Borec              | 1–6 | Pobeda       | 0–1     | 1–5     |
| Osogovo            | 3–2 | Kožuf        | 2–1     | 1–1     |
| Pelister           | 2–3 | Cementarnica | 1–2     | 1–1     |
| Makedonija         | 2–3 | Karaorman    | 1–1     | 1–2     |
| Rabotnički Kometal | 2–3 | Tikveš       | 0–2     | 2–1     |

## Tứ kết
Các trận lượt đi diễn ra vào ngày 17 tháng Mười và lượt về vào ngày 9 tháng 12 năm 2001.
| Đội 1            | TTS  | Đội 2   | Lượt đi | Lượt về |
| ---------------- | ---- | ------- | ------- | ------- |
| Sloga Jugomagnat | 4–2  | Tikveš  | 3–0     | 1–2     |
| Cementarnica     | 6–4  | Sileks  | 6–2     | 0–2     |
| Karaorman        | 2–5  | Pobeda  | 1–1     | 1–4     |
| Vardar           | 10–0 | Osogovo | 7–0     | 3–0     |

## Bán kết
Các trận lượt đi diễn ra vào ngày 3 tháng Tư và lượt về vào ngày 15 tháng 5 năm 2002.
| Đội 1        | TTS     | Đội 2            | Lượt đi | Lượt về |
| ------------ | ------- | ---------------- | ------- | ------- |
| Pobeda       | 3–0     | Sloga Jugomagnat | 2–0     | 1–0     |
| Cementarnica | 2–2 (a) | Vardar           | 0–0     | 2–2     |

### Lượt đi
| Pobeda                      | 2–0      | Sloga Jugomagnat |
| --------------------------- | -------- | ---------------- |
| Georgioski 27' · Gjokić 46' | Chi tiết |                  |

| Cementarnica 55 | 0–0      | Vardar |
| --------------- | -------- | ------ |
|                 | Chi tiết |        |

### Lượt về
| Sloga Jugomagnat | 0−1 | Pobeda     |
| ---------------- | --- | ---------- |
|                  |     | Krstev 20' |

Pobeda thắng 3–0 sau 2 lượt trận.
| Vardar                        | 2−2 | Cementarnica 55                  |
| ----------------------------- | --- | -------------------------------- |
| Kirovski 17' · Todorovski 29' |     | Novakov 8' (l.n.) · Georgiev 38' |

2–2 sau hai lượt trận. Cementarnica 55 thắng nhờ luật bàn thắng sân khách.

## Chung kết
| Pobeda                                           | 3–1      | Cementarnica 55 |
| ------------------------------------------------ | -------- | --------------- |
| Gjokić 21' · Kjumbev 86' · Ristevski 90' (ph.đ.) | Chi tiết | Toleski 78'     |